# Poecilopharis quadrimaculata
Poecilopharis quadrimaculata är en skalbaggsart som beskrevs av Paul Norbert Schürhoff 1935. Poecilopharis quadrimaculata ingår i släktet Poecilopharis och familjen Cetoniidae. Inga underarter finns listade i Catalogue of Life.